# Баков, Хангери Ильясович
Хангери (Хан-Гери) Ильясович Баков (кабард.-черк. Бакӏуу Хъанджэрий; род. 17 сентября 1940, Жако, Хабезский район) — советский и российский черкесский литературовед и писатель, доктор филологических наук, профессор Карачаево-Черкесского государственного университета (КЧГУ), директор Института филологии КЧГУ, главный научный сотрудник Института гуманитарных исследований КБНЦ РАН.

## Биография
Родился 17 сентября 1940 года в ауле Жако Хабезского района Черкесской АО (ныне Карачаево-Черкесия). Отец погиб в 1942 году в Сталинградской битве Второй мировой войны.
В 1948—1956 годах учился в Жаковской семилетней школе, в 1956—1959 годах — в Областной средней школе-интернате в Черкесске. В 1959—1961 годах работал в строительной бригаде совхоза «Хабезский». В 1961—1964 годах проходил срочную службу в Вооружённых силах СССР.
В 1961 и 1964—1968 годах обучался на отделении кабардинского языка и литературы и русского языка и литературы историко-филологическом факультете Кабардино-Балкарского государственного университета.
В 1969—1973 годах проходил очную аспирантуру в Институте мировой литературы АН СССР. Защитил диссертацию «Адыгские литературы и проблема ускоренного развития младописьменных литератур» и кандидата филологических наук.
В 1973—2005 годах работал в Карачаево-Черкесском государственном университете (КЧГУ), занимал должности старшего преподавателя, доцента кафедры, профессора кафедры литературы, заведующего кафедрой литературы и заведующего кафедрой черкесской и абазинской филологии.
Дважды избирался деканом филологического факультета КЧГУ, занимал эту должность 12 лет. В 1999 году, после преобразования факультета в Институт филологии КЧГУ, стал его директором. Усилиями Бакова при ЧГУ был создан диссертационный совет по специальности «Литература народов России», его первым председателем стал Баков.
В 1995 году защитил диссертацию «Национальное своеобразие адыгской поэзии и проблемы творческой индивидуальности художника» и получил учёную степень доктора филологических наук. В том же году был избран действительным членом Адыгской (Черкесской) международной академии наук (АМАН), является секретарём историко-филологического отделения АМАН. В 1997 году получил учёное звание профессора.
С 2004 года работает в Институте гуманитарных исследований КБНЦ РАН, занимал должности является ведущего научного сотрудника, главного научного сотрудника сектора кабардинско-черкесской литературы.

## Научная деятельность
Область научных интересов: литература черкесского зарубежья; проблемы национального своеобразия адыгской поэзии и творческой индивидуальности художника.
Является автором 130 публикаций, в том числе 103 в составе РИНЦ и 3 — в ядре РИНЦ. Индекс Хирша по РИНЦ — 5.

## Награды и признание
- Почётный работник высшего образования России (1998)[10].
- Заслуженный работник высшего профессионального образования Российской Федерации[8].
- Заслуженный деятель науки Карачаево-Черкесской Республики (2000)[10].
- Заслуженный деятель науки Кабардино-Балкарской Республики (2013)[10].
- Международная Кандуровская премия за монографию «Национальное своеобразие и творческая индивидуальность в адыгской поэзии»[10].
- Член Союза писателей России[8].
- Действительный член Адыгской (Черкесской) международной академии наук (1995)[2].